# Torneo di Wimbledon 1997 - Doppio maschile
Todd Woodbridge e Mark Woodforde hanno conquistato il quinto titolo consecutivo a Wimbledon superando nella finale Jacco Eltingh e Paul Haarhuis col punteggio di 7–6(4), 7–6(7), 5–7, 6–3.

## Teste di serie
1.    Todd Woodbridge /  Mark Woodforde (campioni)
  2.    Jacco Eltingh /  Paul Haarhuis (finale)
  3.    Evgenij Kafel'nikov /  Daniel Vacek (primo turno)
  4.    Mark Knowles /  Daniel Nestor (terzo turno)
  5.    Sébastien Lareau /  Alex O'Brien (primo turno)
  6.    Ellis Ferreira /  Patrick Galbraith (terzo turno)
  7.    Mark Philippoussis /  Pat Rafter (quarti di finale)
  8.    Rick Leach /  Jonathan Stark (terzo turno)
  9.    Jonas Björkman /  Nicklas Kulti (quarti di finale)
10.    Sandon Stolle /  Cyril Suk (terzo turno)
11.    Neil Broad /  Piet Norval (quarti di finale)
12.    Donald Johnson /  Francisco Montana (quarti di finale)
13.    Martin Damm /  Pavel Vízner (semifinale)
14.    Libor Pimek /  Byron Talbot (primo turno)
15.    Grant Connell /  Scott Davis (secondo turno)
16.    Joshua Eagle /  Andrew Florent (primo turno)
Clicca sul numero di testa di serie del giocatore per visualizzare la sua sezione di tabellone.

## Tabellone

### Legenda
| - Q = Qualificato - WC = Wild card - LL = Lucky loser | - ALT = Alternate - SE = Special Exempt - PR = Protected Ranking | - w/o = Walkover - r = Ritirato - d = Squalificato |

### Finali
|  | Semifinali | Semifinali                     | Semifinali                     | Semifinali                  | Semifinali | Semifinali | Semifinali |  |  | Finale | Finale                         | Finale                         | Finale | Finale | Finale | Finale |  |
|  |            |                                |                                |                             |            |            |            |  |  |        |                                |                                |        |        |        |        |  |
|  | 1          | Todd Woodbridge Mark Woodforde | Todd Woodbridge Mark Woodforde | 7                           | 6          | 3          | 6          |  |  |        |                                |                                |        |        |        |        |  |
|  |            | Wayne Black Jim Grabb          | Wayne Black Jim Grabb          | 6                           | 4          | 6          | 3          |  |  | 1      | Todd Woodbridge Mark Woodforde | Todd Woodbridge Mark Woodforde | 7      | 7      | 5      | 6      |  |
|  | 2          | Jacco Eltingh Paul Haarhuis    | Jacco Eltingh Paul Haarhuis    | Jacco Eltingh Paul Haarhuis | 6          | 6          | 6          |  |  | 2      | Jacco Eltingh Paul Haarhuis    | Jacco Eltingh Paul Haarhuis    | 6      | 6      | 7      | 3      |  |
|  | 13         | Martin Damm Pavel Vízner       | Martin Damm Pavel Vízner       | Martin Damm Pavel Vízner    | 2          | 2          | 4          |  |  |        |                                |                                |        |        |        |        |  |

### Parte alta

#### Sezione 1
|  | Primo turno | Primo turno                    | Primo turno                    | Primo turno                    | Primo turno                    | Primo turno | Primo turno |  |  | Secondo turno | Secondo turno                  | Secondo turno                  | Secondo turno                  | Secondo turno                  | Secondo turno                 | Secondo turno                 |   |   | Terzo turno | Terzo turno                    | Terzo turno                    | Terzo turno                    | Terzo turno                    | Terzo turno | Terzo turno |   |   | Quarti di finale | Quarti di finale | Quarti di finale | Quarti di finale | Quarti di finale | Quarti di finale | Quarti di finale |  |
|  |             |                                |                                |                                |                                |             |             |  |  |               |                                |                                |                                |                                |                               |                               |   |   |             |                                |                                |                                |                                |             |             |   |   |                  |                  |                  |                  |                  |                  |                  |  |
|  | 1           | Todd Woodbridge Mark Woodforde | Todd Woodbridge Mark Woodforde | Todd Woodbridge Mark Woodforde | Todd Woodbridge Mark Woodforde | 6           | 6           |  |  |               |                                |                                |                                |                                |                               |                               |   |   |             |                                |                                |                                |                                |             |             |   |   |                  |                  |                  |                  |                  |                  |                  |  |
|  |             | Nicolás Pereira C van Rensburg | Nicolás Pereira C van Rensburg | Nicolás Pereira C van Rensburg | Nicolás Pereira C van Rensburg | 1           | 4           |  |  | 1             | Todd Woodbridge Mark Woodforde | Todd Woodbridge Mark Woodforde | Todd Woodbridge Mark Woodforde | Todd Woodbridge Mark Woodforde | 6                             | 6                             |   |   |             |                                |                                |                                |                                |             |             |   |   |                  |                  |                  |                  |                  |                  |                  |  |
|  |             | Brian MacPhie Gary Muller      | Brian MacPhie Gary Muller      | Brian MacPhie Gary Muller      | Brian MacPhie Gary Muller      | 7           | 6           |  |  |               | Brian MacPhie Gary Muller      | Brian MacPhie Gary Muller      | Brian MacPhie Gary Muller      | Brian MacPhie Gary Muller      | 4                             | 2                             |   |   |             |                                |                                |                                |                                |             |             |   |   |                  |                  |                  |                  |                  |                  |                  |  |
|  |             | Mark Petchey A Richardson      | Mark Petchey A Richardson      | Mark Petchey A Richardson      | Mark Petchey A Richardson      | 6           | 3           |  |  |               |                                |                                |                                |                                |                               |                               |   |   | 1           | Todd Woodbridge Mark Woodforde | Todd Woodbridge Mark Woodforde | Todd Woodbridge Mark Woodforde | Todd Woodbridge Mark Woodforde | 7           | 6           |   |   |                  |                  |                  |                  |                  |                  |                  |  |
|  |             | Jens Knippschild Jeff Tarango  | Jens Knippschild Jeff Tarango  | Jens Knippschild Jeff Tarango  | Jens Knippschild Jeff Tarango  | 6           | 7           |  |  |               |                                |                                | Jens Knippschild Jeff Tarango  | Jens Knippschild Jeff Tarango  | Jens Knippschild Jeff Tarango | Jens Knippschild Jeff Tarango | 5 | 4 |             |                                |                                |                                |                                |             |             |   |   |                  |                  |                  |                  |                  |                  |                  |  |
|  |             | Rikard Bergh David Ekerot      | Rikard Bergh David Ekerot      | Rikard Bergh David Ekerot      | Rikard Bergh David Ekerot      | 4           | 5           |  |  |               | Jens Knippschild Jeff Tarango  | Jens Knippschild Jeff Tarango  | Jens Knippschild Jeff Tarango  | 6                              | 6                             | 6                             |   |   |             |                                |                                |                                |                                |             |             |   |   |                  |                  |                  |                  |                  |                  |                  |  |
|  | 15          | Grant Connell Scott Davis      | Grant Connell Scott Davis      | Grant Connell Scott Davis      | 7                              | 5           | 6           |  |  | 15            | Grant Connell Scott Davis      | Grant Connell Scott Davis      | Grant Connell Scott Davis      | 4                              | 7                             | 3                             |   |   |             |                                |                                |                                |                                |             |             |   |   |                  |                  |                  |                  |                  |                  |                  |  |
|  |             | Peter Nyborg Daniel Orsanic    | Peter Nyborg Daniel Orsanic    | Peter Nyborg Daniel Orsanic    | 5                              | 7           | 3           |  |  |               |                                |                                |                                |                                |                               |                               |   |   | 1           | Todd Woodbridge Mark Woodforde | Todd Woodbridge Mark Woodforde | 2                              | 6                              | 6           | 6           |   |   |                  |                  |                  |                  |                  |                  |                  |  |
|  | 9           | Jonas Björkman Nicklas Kulti   | Jonas Björkman Nicklas Kulti   | Jonas Björkman Nicklas Kulti   | Jonas Björkman Nicklas Kulti   | 7           | 6           |  |  |               |                                |                                |                                |                                |                               |                               |   |   |             |                                | 9                              | Jonas Björkman Nicklas Kulti   | Jonas Björkman Nicklas Kulti   | 6           | 2           | 3 | 4 |                  |                  |                  |                  |                  |                  |                  |  |
|  |             | Jan Siemerink J Stoltenberg    | Jan Siemerink J Stoltenberg    | Jan Siemerink J Stoltenberg    | Jan Siemerink J Stoltenberg    | 6           | 3           |  |  | 9             | Jonas Björkman Nicklas Kulti   | Jonas Björkman Nicklas Kulti   | Jonas Björkman Nicklas Kulti   | Jonas Björkman Nicklas Kulti   | 6                             | 6                             |   |   |             |                                |                                |                                |                                |             |             |   |   |                  |                  |                  |                  |                  |                  |                  |  |
|  |             | Byron Black Justin Gimelstob   | Byron Black Justin Gimelstob   | Byron Black Justin Gimelstob   | 6                              | 5           | 6           |  |  |               | Byron Black Justin Gimelstob   | Byron Black Justin Gimelstob   | Byron Black Justin Gimelstob   | Byron Black Justin Gimelstob   | 2                             | 1                             |   |   |             |                                |                                |                                |                                |             |             |   |   |                  |                  |                  |                  |                  |                  |                  |  |
|  |             | Kelly Jones Scott Melville     | Kelly Jones Scott Melville     | Kelly Jones Scott Melville     | 4                              | 7           | 2           |  |  |               |                                |                                |                                |                                |                               |                               |   |   | 9           | Jonas Björkman Nicklas Kulti   | Jonas Björkman Nicklas Kulti   | Jonas Björkman Nicklas Kulti   | 6                              | 3           | 6           |   |   |                  |                  |                  |                  |                  |                  |                  |  |
|  |             | Kent Kinnear A Kitinov         | Kent Kinnear A Kitinov         | Kent Kinnear A Kitinov         | 7                              | 6           | 14          |  |  |               |                                | 8                              | Rick Leach Jonathan Stark      | Rick Leach Jonathan Stark      | Rick Leach Jonathan Stark     | 2                             | 6 | 3 |             |                                |                                |                                |                                |             |             |   |   |                  |                  |                  |                  |                  |                  |                  |  |
|  |             | Patrick Baur M-K Goellner      | Patrick Baur M-K Goellner      | Patrick Baur M-K Goellner      | 6                              | 7           | 12          |  |  |               | Kent Kinnear A Kitinov         | Kent Kinnear A Kitinov         | Kent Kinnear A Kitinov         | Kent Kinnear A Kitinov         | 3                             | 6                             |   |   |             |                                |                                |                                |                                |             |             |   |   |                  |                  |                  |                  |                  |                  |                  |  |
|  | 8           | Rick Leach Jonathan Stark      | Rick Leach Jonathan Stark      | Rick Leach Jonathan Stark      | Rick Leach Jonathan Stark      | 6           | 6           |  |  | 8             | Rick Leach Jonathan Stark      | Rick Leach Jonathan Stark      | Rick Leach Jonathan Stark      | Rick Leach Jonathan Stark      | 6                             | 7                             |   |   |             |                                |                                |                                |                                |             |             |   |   |                  |                  |                  |                  |                  |                  |                  |  |
|  |             | J-P Fleurian Guy Forget        | J-P Fleurian Guy Forget        | J-P Fleurian Guy Forget        | J-P Fleurian Guy Forget        | 4           | 3           |  |  |               |                                |                                |                                |                                |                               |                               |   |   |             |                                |                                |                                |                                |             |             |   |   |                  |                  |                  |                  |                  |                  |                  |  |

#### Sezione 2
|  | Primo turno | Primo turno                     | Primo turno                     | Primo turno                     | Primo turno                    | Primo turno | Primo turno |  |  | Secondo turno | Secondo turno                  | Secondo turno                  | Secondo turno                  | Secondo turno                  | Secondo turno                  | Secondo turno                  |   |   | Terzo turno | Terzo turno              | Terzo turno              | Terzo turno              | Terzo turno              | Terzo turno              | Terzo turno |   |   | Quarti di finale | Quarti di finale | Quarti di finale | Quarti di finale | Quarti di finale | Quarti di finale | Quarti di finale |  |
|  |             |                                 |                                 |                                 |                                |             |             |  |  |               |                                |                                |                                |                                |                                |                                |   |   |             |                          |                          |                          |                          |                          |             |   |   |                  |                  |                  |                  |                  |                  |                  |  |
|  |             | Emilio Sánchez Fabrice Santoro  | Emilio Sánchez Fabrice Santoro  | Emilio Sánchez Fabrice Santoro  | Emilio Sánchez Fabrice Santoro | 6           | 7           |  |  |               |                                |                                |                                |                                |                                |                                |   |   |             |                          |                          |                          |                          |                          |             |   |   |                  |                  |                  |                  |                  |                  |                  |  |
|  | 3           | E Kafel'nikov Daniel Vacek      | E Kafel'nikov Daniel Vacek      | E Kafel'nikov Daniel Vacek      | E Kafel'nikov Daniel Vacek     | 2           | 6           |  |  |               | Emilio Sánchez Fabrice Santoro | Emilio Sánchez Fabrice Santoro | Emilio Sánchez Fabrice Santoro | Emilio Sánchez Fabrice Santoro | 5                              | 4                              |   |   |             |                          |                          |                          |                          |                          |             |   |   |                  |                  |                  |                  |                  |                  |                  |  |
|  |             | Wayne Black Jim Grabb           | Wayne Black Jim Grabb           | Wayne Black Jim Grabb           | Wayne Black Jim Grabb          | 6           | 6           |  |  |               | Wayne Black Jim Grabb          | Wayne Black Jim Grabb          | Wayne Black Jim Grabb          | Wayne Black Jim Grabb          | 7                              | 6                              |   |   |             |                          |                          |                          |                          |                          |             |   |   |                  |                  |                  |                  |                  |                  |                  |  |
|  |             | Régis Lavergne Stéphane Simian  | Régis Lavergne Stéphane Simian  | Régis Lavergne Stéphane Simian  | Régis Lavergne Stéphane Simian | 1           | 4           |  |  |               |                                |                                |                                |                                |                                |                                |   |   |             | Wayne Black Jim Grabb    | Wayne Black Jim Grabb    | Wayne Black Jim Grabb    | Wayne Black Jim Grabb    | 7                        | 6           |   |   |                  |                  |                  |                  |                  |                  |                  |  |
|  |             | Pablo Albano Sláva Doseděl      | Pablo Albano Sláva Doseděl      | Pablo Albano Sláva Doseděl      | 6                              | 6           | 7           |  |  |               |                                |                                | Bill Behrens Chris Haggard     | Bill Behrens Chris Haggard     | Bill Behrens Chris Haggard     | Bill Behrens Chris Haggard     | 5 | 1 |             |                          |                          |                          |                          |                          |             |   |   |                  |                  |                  |                  |                  |                  |                  |  |
|  |             | João Cunha e Silva Nuno Marques | João Cunha e Silva Nuno Marques | João Cunha e Silva Nuno Marques | 7                              | 3           | 5           |  |  |               | Pablo Albano Sláva Doseděl     | Pablo Albano Sláva Doseděl     | Pablo Albano Sláva Doseděl     | 6                              | 7                              | 4                              |   |   |             |                          |                          |                          |                          |                          |             |   |   |                  |                  |                  |                  |                  |                  |                  |  |
|  |             | Bill Behrens Chris Haggard      | Bill Behrens Chris Haggard      | Bill Behrens Chris Haggard      | 4                              | 6           | 14          |  |  |               | Bill Behrens Chris Haggard     | Bill Behrens Chris Haggard     | Bill Behrens Chris Haggard     | 7                              | 6                              | 6                              |   |   |             |                          |                          |                          |                          |                          |             |   |   |                  |                  |                  |                  |                  |                  |                  |  |
|  | 14          | Libor Pimek Byron Talbot        | Libor Pimek Byron Talbot        | Libor Pimek Byron Talbot        | 6                              | 3           | 12          |  |  |               |                                |                                |                                |                                |                                |                                |   |   |             | Wayne Black Jim Grabb    | Wayne Black Jim Grabb    | Wayne Black Jim Grabb    | 6                        | 6                        | 6           |   |   |                  |                  |                  |                  |                  |                  |                  |  |
|  | 12          | Donald Johnson F Montana        | Donald Johnson F Montana        | Donald Johnson F Montana        | 3                              | 6           | 6           |  |  |               |                                |                                |                                |                                |                                |                                |   |   |             |                          | 12                       | Donald Johnson F Montana | Donald Johnson F Montana | Donald Johnson F Montana | 4           | 1 | 2 |                  |                  |                  |                  |                  |                  |                  |  |
|  |             | Pat Cash Richey Reneberg        | Pat Cash Richey Reneberg        | Pat Cash Richey Reneberg        | 6                              | 3           | 4           |  |  | 12            | Donald Johnson F Montana       | Donald Johnson F Montana       | Donald Johnson F Montana       | 6                              | 6                              | 6                              |   |   |             |                          |                          |                          |                          |                          |             |   |   |                  |                  |                  |                  |                  |                  |                  |  |
|  |             | J-L de Jager Tom Nijssen        | J-L de Jager Tom Nijssen        | J-L de Jager Tom Nijssen        | J-L de Jager Tom Nijssen       | 7           | 6           |  |  |               | J-L de Jager Tom Nijssen       | J-L de Jager Tom Nijssen       | J-L de Jager Tom Nijssen       | 2                              | 7                              | 2                              |   |   |             |                          |                          |                          |                          |                          |             |   |   |                  |                  |                  |                  |                  |                  |                  |  |
|  |             | Danny Sapsford Chris Wilkinson  | Danny Sapsford Chris Wilkinson  | Danny Sapsford Chris Wilkinson  | Danny Sapsford Chris Wilkinson | 6           | 4           |  |  |               |                                |                                |                                |                                |                                |                                |   |   | 12          | Donald Johnson F Montana | Donald Johnson F Montana | Donald Johnson F Montana | Donald Johnson F Montana | 6                        | 6           |   |   |                  |                  |                  |                  |                  |                  |                  |  |
|  |             | Jiří Novák David Rikl           | Jiří Novák David Rikl           | Jiří Novák David Rikl           | Jiří Novák David Rikl          | 7           | 6           |  |  |               |                                |                                | Stephen Noteboom Fernon Wibier | Stephen Noteboom Fernon Wibier | Stephen Noteboom Fernon Wibier | Stephen Noteboom Fernon Wibier | 4 | 4 |             |                          |                          |                          |                          |                          |             |   |   |                  |                  |                  |                  |                  |                  |                  |  |
|  |             | Mark Keil Jeff Salzenstein      | Mark Keil Jeff Salzenstein      | Mark Keil Jeff Salzenstein      | Mark Keil Jeff Salzenstein     | 5           | 3           |  |  |               | Jiří Novák David Rikl          | Jiří Novák David Rikl          | Jiří Novák David Rikl          | 3                              | 6                              | 5                              |   |   |             |                          |                          |                          |                          |                          |             |   |   |                  |                  |                  |                  |                  |                  |                  |  |
|  |             | Stephen Noteboom Fernon Wibier  | Stephen Noteboom Fernon Wibier  | Stephen Noteboom Fernon Wibier  | 7                              | 3           | 6           |  |  |               | Stephen Noteboom Fernon Wibier | Stephen Noteboom Fernon Wibier | Stephen Noteboom Fernon Wibier | 6                              | 3                              | 7                              |   |   |             |                          |                          |                          |                          |                          |             |   |   |                  |                  |                  |                  |                  |                  |                  |  |
|  | 5           | Sébastien Lareau Alex O'Brien   | Sébastien Lareau Alex O'Brien   | Sébastien Lareau Alex O'Brien   | 6                              | 6           | 4           |  |  |               |                                |                                |                                |                                |                                |                                |   |   |             |                          |                          |                          |                          |                          |             |   |   |                  |                  |                  |                  |                  |                  |                  |  |

### Parte bassa

#### Sezione 3
|  | Primo turno | Primo turno                      | Primo turno                      | Primo turno                      | Primo turno                      | Primo turno | Primo turno |  |  | Secondo turno | Secondo turno                   | Secondo turno                   | Secondo turno                   | Secondo turno                   | Secondo turno              | Secondo turno              |   |   | Terzo turno | Terzo turno                | Terzo turno                | Terzo turno                | Terzo turno                | Terzo turno | Terzo turno |   |   | Quarti di finale | Quarti di finale | Quarti di finale | Quarti di finale | Quarti di finale | Quarti di finale | Quarti di finale |  |
|  |             |                                  |                                  |                                  |                                  |             |             |  |  |               |                                 |                                 |                                 |                                 |                            |                            |   |   |             |                            |                            |                            |                            |             |             |   |   |                  |                  |                  |                  |                  |                  |                  |  |
|  | 6           | Ellis Ferreira P Galbraith       | Ellis Ferreira P Galbraith       | Ellis Ferreira P Galbraith       | Ellis Ferreira P Galbraith       | 6           | 6           |  |  |               |                                 |                                 |                                 |                                 |                            |                            |   |   |             |                            |                            |                            |                            |             |             |   |   |                  |                  |                  |                  |                  |                  |                  |  |
|  |             | T. J. Middleton Chris Woodruff   | T. J. Middleton Chris Woodruff   | T. J. Middleton Chris Woodruff   | T. J. Middleton Chris Woodruff   | 4           | 4           |  |  | 6             | Ellis Ferreira P Galbraith      | Ellis Ferreira P Galbraith      | Ellis Ferreira P Galbraith      | Ellis Ferreira P Galbraith      | 6                          | 6                          |   |   |             |                            |                            |                            |                            |             |             |   |   |                  |                  |                  |                  |                  |                  |                  |  |
|  |             | Andrej Ol'chovskij Brett Steven  | Andrej Ol'chovskij Brett Steven  | Andrej Ol'chovskij Brett Steven  | 4                                | 7           | 6           |  |  |               | Andrej Ol'chovskij Brett Steven | Andrej Ol'chovskij Brett Steven | Andrej Ol'chovskij Brett Steven | Andrej Ol'chovskij Brett Steven | 3                          | 3                          |   |   |             |                            |                            |                            |                            |             |             |   |   |                  |                  |                  |                  |                  |                  |                  |  |
|  |             | Jamie Delgado Andrew Foster      | Jamie Delgado Andrew Foster      | Jamie Delgado Andrew Foster      | 6                                | 5           | 1           |  |  |               |                                 |                                 |                                 |                                 |                            |                            |   |   | 6           | Ellis Ferreira P Galbraith | Ellis Ferreira P Galbraith | Ellis Ferreira P Galbraith | Ellis Ferreira P Galbraith | 6           | 6           |   |   |                  |                  |                  |                  |                  |                  |                  |  |
|  |             | Cristian Brandi Filippo Messori  | Cristian Brandi Filippo Messori  | Cristian Brandi Filippo Messori  | 6                                | 3           | 6           |  |  |               |                                 | 11                              | Neil Broad Piet Norval          | Neil Broad Piet Norval          | Neil Broad Piet Norval     | Neil Broad Piet Norval     | 7 | 7 |             |                            |                            |                            |                            |             |             |   |   |                  |                  |                  |                  |                  |                  |                  |  |
|  |             | Mahesh Bhupathi Leander Paes     | Mahesh Bhupathi Leander Paes     | Mahesh Bhupathi Leander Paes     | 4                                | 6           | 3           |  |  |               | Cristian Brandi Filippo Messori | Cristian Brandi Filippo Messori | Cristian Brandi Filippo Messori | Cristian Brandi Filippo Messori | 6                          | 1                          |   |   |             |                            |                            |                            |                            |             |             |   |   |                  |                  |                  |                  |                  |                  |                  |  |
|  | 11          | Neil Broad Piet Norval           | Neil Broad Piet Norval           | Neil Broad Piet Norval           | 6                                | 5           | 9           |  |  | 11            | Neil Broad Piet Norval          | Neil Broad Piet Norval          | Neil Broad Piet Norval          | Neil Broad Piet Norval          | 7                          | 6                          |   |   |             |                            |                            |                            |                            |             |             |   |   |                  |                  |                  |                  |                  |                  |                  |  |
|  |             | Ben Ellwood Peter Tramacchi      | Ben Ellwood Peter Tramacchi      | Ben Ellwood Peter Tramacchi      | 4                                | 7           | 7           |  |  |               |                                 |                                 |                                 |                                 |                            |                            |   |   | 11          | Neil Broad Piet Norval     | 6                          | 6                          | 6                          | 4           | 4           |   |   |                  |                  |                  |                  |                  |                  |                  |  |
|  | 13          | Martin Damm Pavel Vízner         | Martin Damm Pavel Vízner         | Martin Damm Pavel Vízner         | Martin Damm Pavel Vízner         | 7           | 6           |  |  |               |                                 |                                 |                                 |                                 |                            |                            |   |   |             |                            | 13                         | Martin Damm Pavel Vízner   | 4                          | 4           | 7           | 6 | 6 |                  |                  |                  |                  |                  |                  |                  |  |
|  |             | David Adams Marius Barnard       | David Adams Marius Barnard       | David Adams Marius Barnard       | David Adams Marius Barnard       | 6           | 4           |  |  | 13            | Martin Damm Pavel Vízner        | Martin Damm Pavel Vízner        | Martin Damm Pavel Vízner        | Martin Damm Pavel Vízner        | 6                          | 7                          |   |   |             |                            |                            |                            |                            |             |             |   |   |                  |                  |                  |                  |                  |                  |                  |  |
|  |             | Emanuel Couto Bernardo Mota      | Emanuel Couto Bernardo Mota      | Emanuel Couto Bernardo Mota      | Emanuel Couto Bernardo Mota      | 6           | 7           |  |  |               | Emanuel Couto Bernardo Mota     | Emanuel Couto Bernardo Mota     | Emanuel Couto Bernardo Mota     | Emanuel Couto Bernardo Mota     | 4                          | 6                          |   |   |             |                            |                            |                            |                            |             |             |   |   |                  |                  |                  |                  |                  |                  |                  |  |
|  |             | Barry Cowan Nick Weal            | Barry Cowan Nick Weal            | Barry Cowan Nick Weal            | Barry Cowan Nick Weal            | 4           | 6           |  |  |               |                                 |                                 |                                 |                                 |                            |                            |   |   | 13          | Martin Damm Pavel Vízner   | Martin Damm Pavel Vízner   | Martin Damm Pavel Vízner   | Martin Damm Pavel Vízner   | 6           | 6           |   |   |                  |                  |                  |                  |                  |                  |                  |  |
|  |             | Brent Haygarth Greg Van Emburgh  | Brent Haygarth Greg Van Emburgh  | Brent Haygarth Greg Van Emburgh  | Brent Haygarth Greg Van Emburgh  | 7           | 6           |  |  |               |                                 | 4                               | Mark Knowles Daniel Nestor      | Mark Knowles Daniel Nestor      | Mark Knowles Daniel Nestor | Mark Knowles Daniel Nestor | 4 | 4 |             |                            |                            |                            |                            |             |             |   |   |                  |                  |                  |                  |                  |                  |                  |  |
|  |             | Olivier Delaître Guillaume Raoux | Olivier Delaître Guillaume Raoux | Olivier Delaître Guillaume Raoux | Olivier Delaître Guillaume Raoux | 6           | 2           |  |  |               | Brent Haygarth Greg Van Emburgh | Brent Haygarth Greg Van Emburgh | Brent Haygarth Greg Van Emburgh | 7                               | 1                          | 4                          |   |   |             |                            |                            |                            |                            |             |             |   |   |                  |                  |                  |                  |                  |                  |                  |  |
|  | 4           | Mark Knowles Daniel Nestor       | Mark Knowles Daniel Nestor       | Mark Knowles Daniel Nestor       | Mark Knowles Daniel Nestor       | 6           | 6           |  |  | 4             | Mark Knowles Daniel Nestor      | Mark Knowles Daniel Nestor      | Mark Knowles Daniel Nestor      | 5                               | 6                          | 6                          |   |   |             |                            |                            |                            |                            |             |             |   |   |                  |                  |                  |                  |                  |                  |                  |  |
|  |             | Tom Kempers Menno Oosting        | Tom Kempers Menno Oosting        | Tom Kempers Menno Oosting        | Tom Kempers Menno Oosting        | 3           | 4           |  |  |               |                                 |                                 |                                 |                                 |                            |                            |   |   |             |                            |                            |                            |                            |             |             |   |   |                  |                  |                  |                  |                  |                  |                  |  |

#### Sezione 4
|  | Primo turno | Primo turno                       | Primo turno                       | Primo turno                       | Primo turno                       | Primo turno | Primo turno |  |  | Secondo turno | Secondo turno                     | Secondo turno                     | Secondo turno                     | Secondo turno                     | Secondo turno               | Secondo turno               |   |   | Terzo turno | Terzo turno                    | Terzo turno                    | Terzo turno                    | Terzo turno                    | Terzo turno | Terzo turno |   |    | Quarti di finale | Quarti di finale | Quarti di finale | Quarti di finale | Quarti di finale | Quarti di finale | Quarti di finale |  |
|  |             |                                   |                                   |                                   |                                   |             |             |  |  |               |                                   |                                   |                                   |                                   |                             |                             |   |   |             |                                |                                |                                |                                |             |             |   |    |                  |                  |                  |                  |                  |                  |                  |  |
|  | 7           | M Philippoussis Patrick Rafter    | M Philippoussis Patrick Rafter    | M Philippoussis Patrick Rafter    | 4                                 | 6           | 6           |  |  |               |                                   |                                   |                                   |                                   |                             |                             |   |   |             |                                |                                |                                |                                |             |             |   |    |                  |                  |                  |                  |                  |                  |                  |  |
|  |             | Luke Jensen Murphy Jensen         | Luke Jensen Murphy Jensen         | Luke Jensen Murphy Jensen         | 6                                 | 3           | 4           |  |  | 7             | M Philippoussis Patrick Rafter    | M Philippoussis Patrick Rafter    | M Philippoussis Patrick Rafter    | M Philippoussis Patrick Rafter    | 6                           | 6                           |   |   |             |                                |                                |                                |                                |             |             |   |    |                  |                  |                  |                  |                  |                  |                  |  |
|  |             | Henrik Holm Nils Holm             | Henrik Holm Nils Holm             | Henrik Holm Nils Holm             | 6                                 | 3           | 6           |  |  |               | Henrik Holm Nils Holm             | Henrik Holm Nils Holm             | Henrik Holm Nils Holm             | Henrik Holm Nils Holm             | 3                           | 4                           |   |   |             |                                |                                |                                |                                |             |             |   |    |                  |                  |                  |                  |                  |                  |                  |  |
|  |             | Martin Lee James Trotman          | Martin Lee James Trotman          | Martin Lee James Trotman          | 4                                 | 6           | 3           |  |  |               |                                   |                                   |                                   |                                   |                             |                             |   |   | 7           | M Philippoussis Patrick Rafter | M Philippoussis Patrick Rafter | M Philippoussis Patrick Rafter | M Philippoussis Patrick Rafter | 6           | 7           |   |    |                  |                  |                  |                  |                  |                  |                  |  |
|  |             | Trevor Kronemann David Macpherson | Trevor Kronemann David Macpherson | Trevor Kronemann David Macpherson | Trevor Kronemann David Macpherson | 6           | 6           |  |  |               |                                   | 10                                | Sandon Stolle Cyril Suk           | Sandon Stolle Cyril Suk           | Sandon Stolle Cyril Suk     | Sandon Stolle Cyril Suk     | 4 | 6 |             |                                |                                |                                |                                |             |             |   |    |                  |                  |                  |                  |                  |                  |                  |  |
|  |             | Robbie Koenig Andrew Rueb         | Robbie Koenig Andrew Rueb         | Robbie Koenig Andrew Rueb         | Robbie Koenig Andrew Rueb         | 1           | 4           |  |  |               | Trevor Kronemann David Macpherson | Trevor Kronemann David Macpherson | Trevor Kronemann David Macpherson | Trevor Kronemann David Macpherson | 3                           | 4                           |   |   |             |                                |                                |                                |                                |             |             |   |    |                  |                  |                  |                  |                  |                  |                  |  |
|  | 10          | Sandon Stolle Cyril Suk           | Sandon Stolle Cyril Suk           | Sandon Stolle Cyril Suk           | 6                                 | 3           | 6           |  |  | 10            | Sandon Stolle Cyril Suk           | Sandon Stolle Cyril Suk           | Sandon Stolle Cyril Suk           | Sandon Stolle Cyril Suk           | 6                           | 6                           |   |   |             |                                |                                |                                |                                |             |             |   |    |                  |                  |                  |                  |                  |                  |                  |  |
|  |             | David DiLucia Roger Smith         | David DiLucia Roger Smith         | David DiLucia Roger Smith         | 0                                 | 6           | 4           |  |  |               |                                   |                                   |                                   |                                   |                             |                             |   |   | 7           | M Philippoussis Patrick Rafter | 6                              | 5                              | 6                              | 3           | 8           |   |    |                  |                  |                  |                  |                  |                  |                  |  |
|  |             | Dave Randall Jack Waite           | Dave Randall Jack Waite           | Dave Randall Jack Waite           | Dave Randall Jack Waite           | 7           | 6           |  |  |               |                                   |                                   |                                   |                                   |                             |                             |   |   |             |                                | 2                              | Jacco Eltingh Paul Haarhuis    | 4                              | 7           | 3           | 6 | 10 |                  |                  |                  |                  |                  |                  |                  |  |
|  | 16          | Joshua Eagle Andrew Florent       | Joshua Eagle Andrew Florent       | Joshua Eagle Andrew Florent       | Joshua Eagle Andrew Florent       | 6           | 2           |  |  |               | Dave Randall Jack Waite           | Dave Randall Jack Waite           | Dave Randall Jack Waite           | 7                                 | 4                           | 2                           |   |   |             |                                |                                |                                |                                |             |             |   |    |                  |                  |                  |                  |                  |                  |                  |  |
|  |             | Sander Groen Sasa Hirszon         | Sander Groen Sasa Hirszon         | Sander Groen Sasa Hirszon         | Sander Groen Sasa Hirszon         | 7           | 6           |  |  |               | Sander Groen Sasa Hirszon         | Sander Groen Sasa Hirszon         | Sander Groen Sasa Hirszon         | 6                                 | 6                           | 6                           |   |   |             |                                |                                |                                |                                |             |             |   |    |                  |                  |                  |                  |                  |                  |                  |  |
|  |             | Wayne Arthurs Andrew Kratzmann    | Wayne Arthurs Andrew Kratzmann    | Wayne Arthurs Andrew Kratzmann    | Wayne Arthurs Andrew Kratzmann    | 6           | 4           |  |  |               |                                   |                                   |                                   |                                   |                             |                             |   |   |             | Sander Groen Sasa Hirszon      | Sander Groen Sasa Hirszon      | Sander Groen Sasa Hirszon      | Sander Groen Sasa Hirszon      | 6           | 4           |   |    |                  |                  |                  |                  |                  |                  |                  |  |
|  |             | Marcos Ondruska Grant Stafford    | Marcos Ondruska Grant Stafford    | Marcos Ondruska Grant Stafford    | Marcos Ondruska Grant Stafford    | 6           | 6           |  |  |               |                                   | 2                                 | Jacco Eltingh Paul Haarhuis       | Jacco Eltingh Paul Haarhuis       | Jacco Eltingh Paul Haarhuis | Jacco Eltingh Paul Haarhuis | 7 | 6 |             |                                |                                |                                |                                |             |             |   |    |                  |                  |                  |                  |                  |                  |                  |  |
|  |             | Maks Mirny Kevin Ullyett          | Maks Mirny Kevin Ullyett          | Maks Mirny Kevin Ullyett          | Maks Mirny Kevin Ullyett          | 3           | 4           |  |  |               | Marcos Ondruska Grant Stafford    | Marcos Ondruska Grant Stafford    | Marcos Ondruska Grant Stafford    | Marcos Ondruska Grant Stafford    | 4                           | 3                           |   |   |             |                                |                                |                                |                                |             |             |   |    |                  |                  |                  |                  |                  |                  |                  |  |
|  | 2           | Jacco Eltingh Paul Haarhuis       | Jacco Eltingh Paul Haarhuis       | Jacco Eltingh Paul Haarhuis       | Jacco Eltingh Paul Haarhuis       | 7           | 7           |  |  | 2             | Jacco Eltingh Paul Haarhuis       | Jacco Eltingh Paul Haarhuis       | Jacco Eltingh Paul Haarhuis       | Jacco Eltingh Paul Haarhuis       | 6                           | 6                           |   |   |             |                                |                                |                                |                                |             |             |   |    |                  |                  |                  |                  |                  |                  |                  |  |
|  |             | Paul Kilderry Michael Tebbutt     | Paul Kilderry Michael Tebbutt     | Paul Kilderry Michael Tebbutt     | Paul Kilderry Michael Tebbutt     | 6           | 6           |  |  |               |                                   |                                   |                                   |                                   |                             |                             |   |   |             |                                |                                |                                |                                |             |             |   |    |                  |                  |                  |                  |                  |                  |                  |  |